# Jean-Baptiste Kpiéle Somé
Jean-Baptiste Kpiéle Somé (ur. wrzesień 1930 w Dano) – burkiński duchowny rzymskokatolicki, w latach 1969–2006 biskup Diébougou.

## Życiorys
Święcenia kapłańskie przyjął 11 kwietnia 1958. 18 października 1968 został prekonizowany biskupem Diébougou. Sakrę biskupią otrzymał 18 stycznia 1969. 3 kwietnia 2006 przeszedł na emeryturę.